# Patrouille Suisse

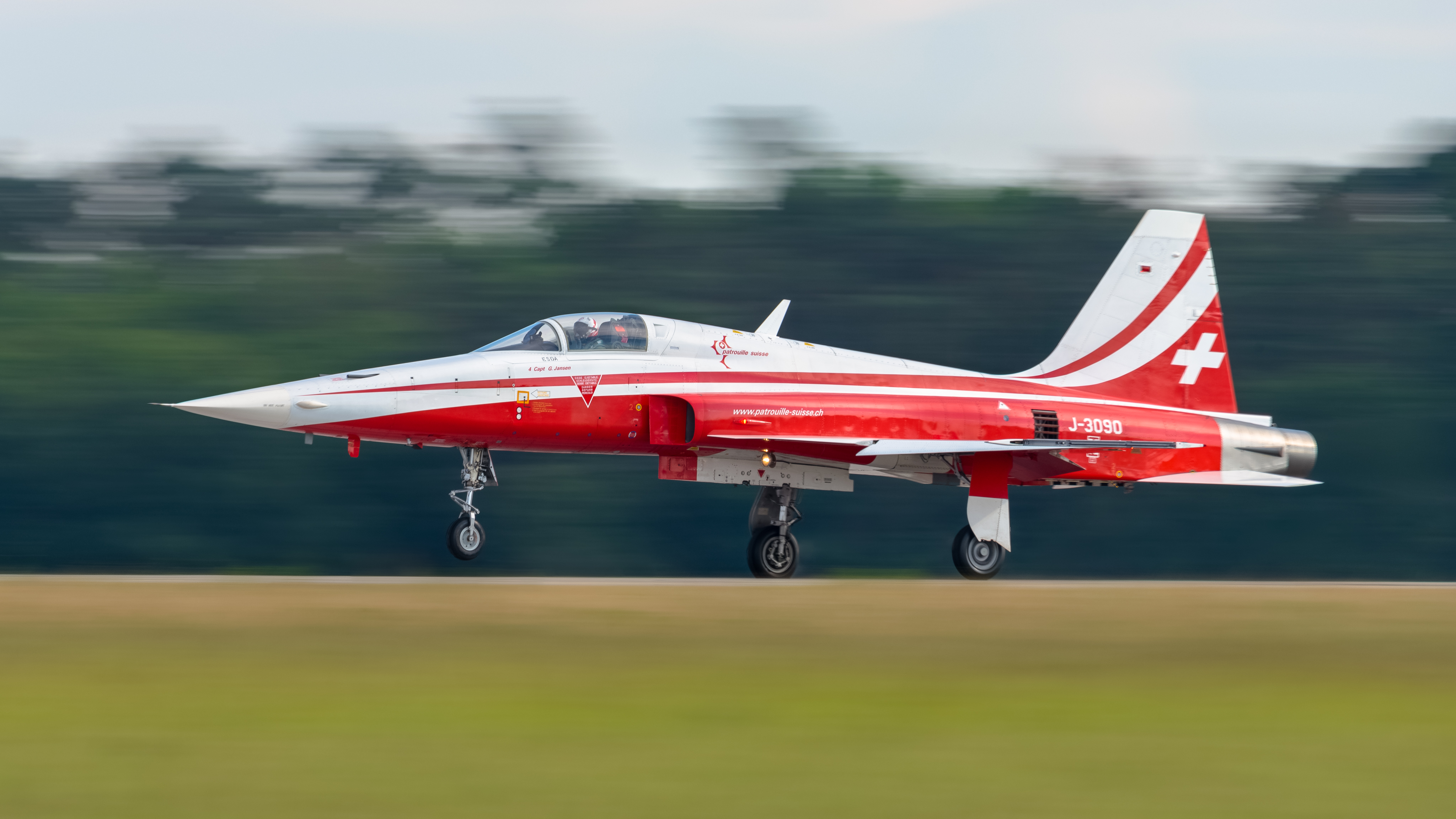
Northrop F-5E Tiger II der Patrouille Suisse auf der ILA 2016, hinter dem Cockpit das Staffellogo

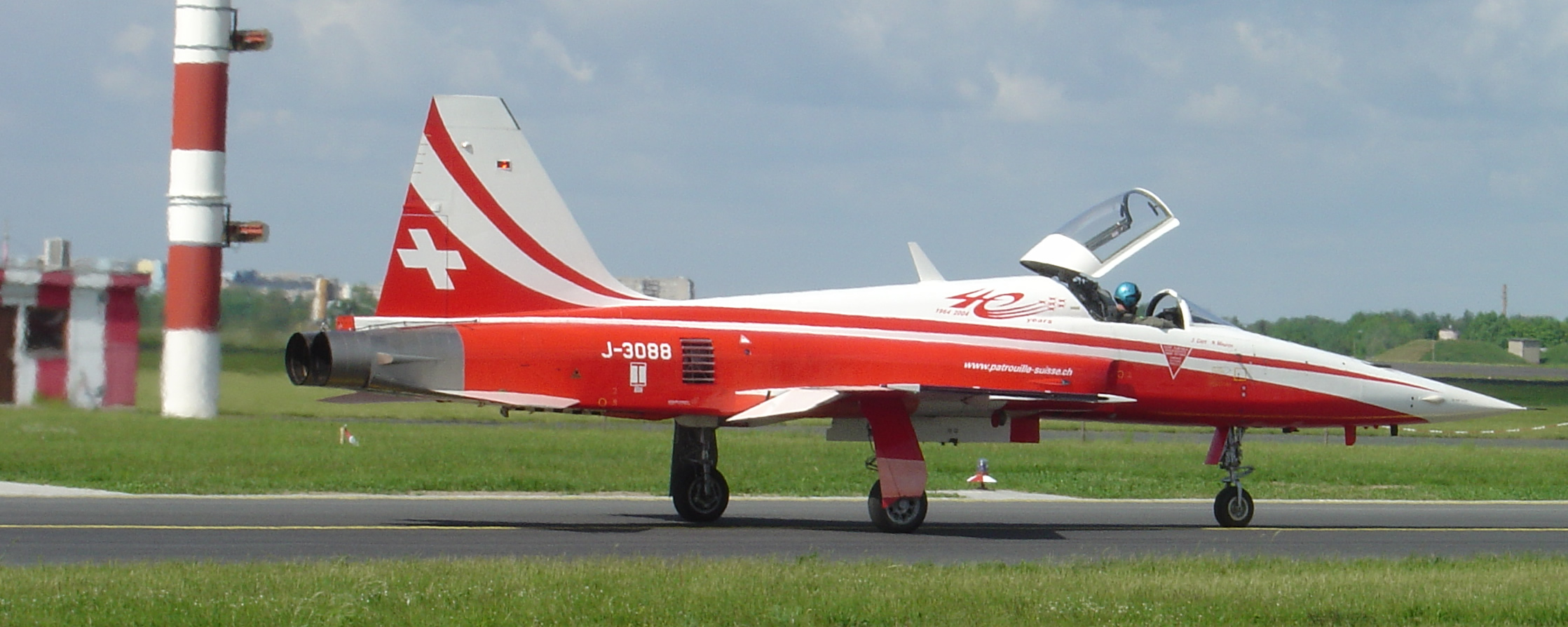
F-5E Tiger II auf der ILA 2004, hinter dem Cockpit das 40-Jahre-Logo

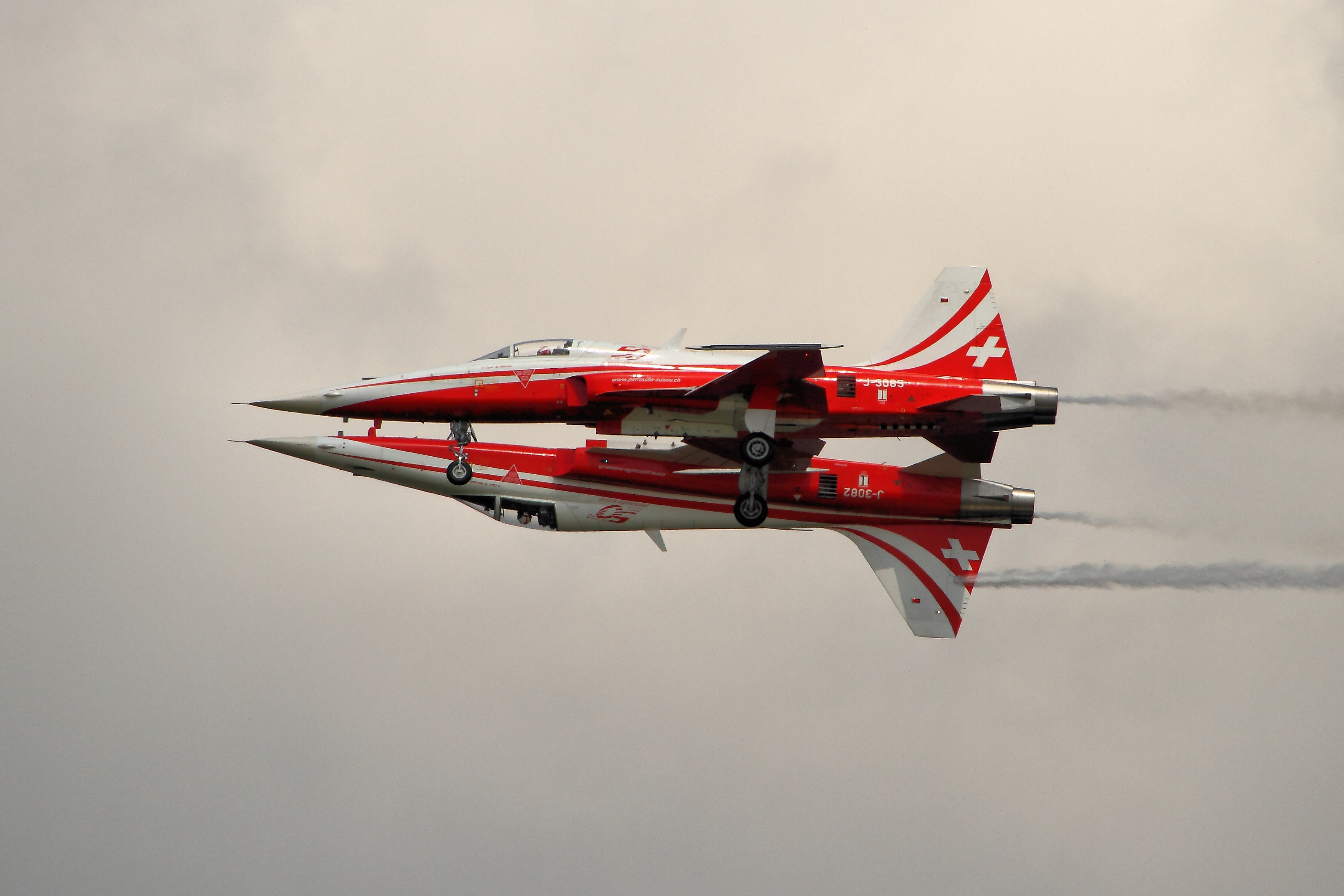
Patrouille Suisse im Jahr 2014 (in Fairford) mit dem 50-Jahre-Logo hinter dem Cockpit

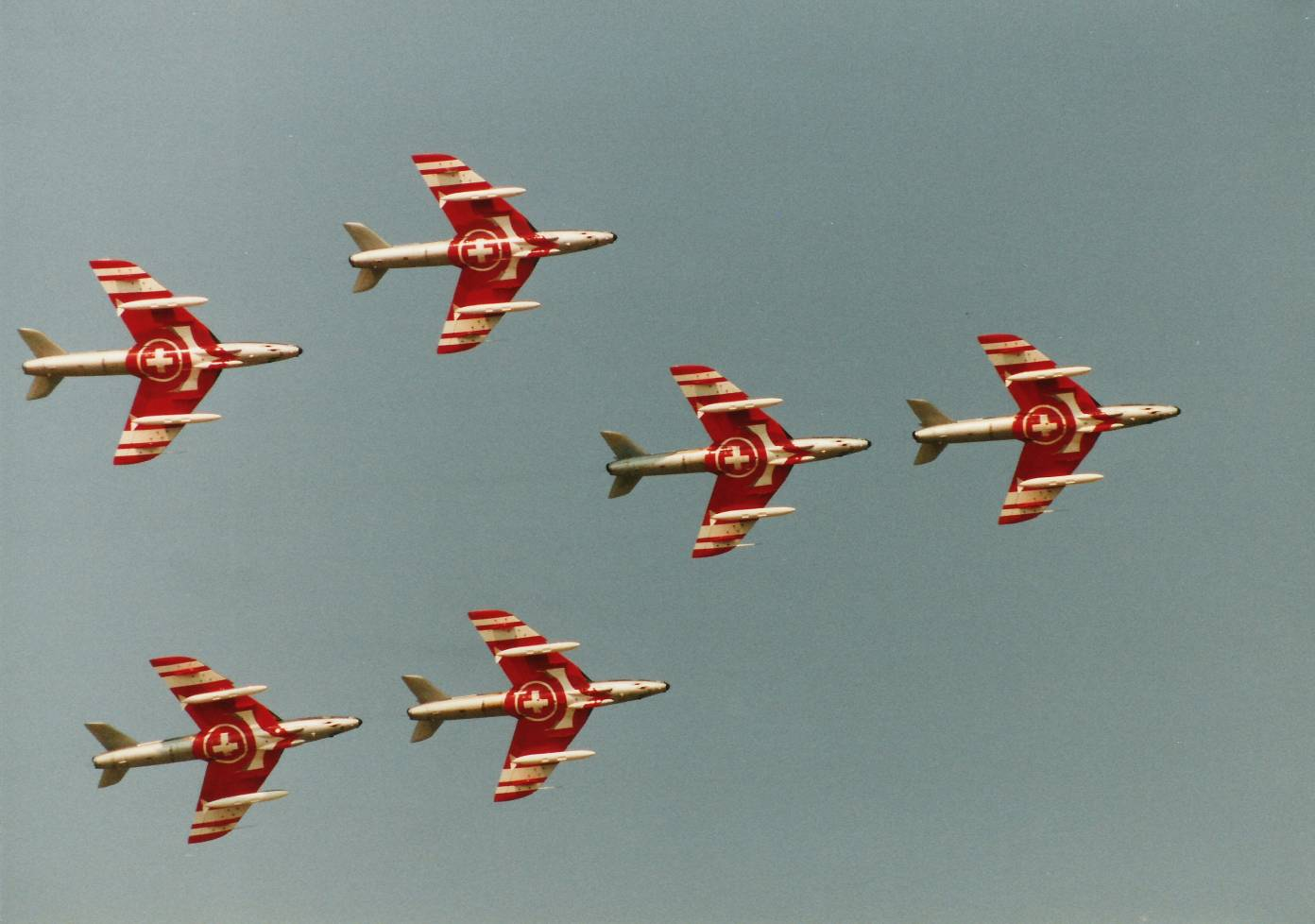
Die Patrouille Suisse 1991 in Payerne mit den damals neu bemalten Flügelunterseiten beim Hunter

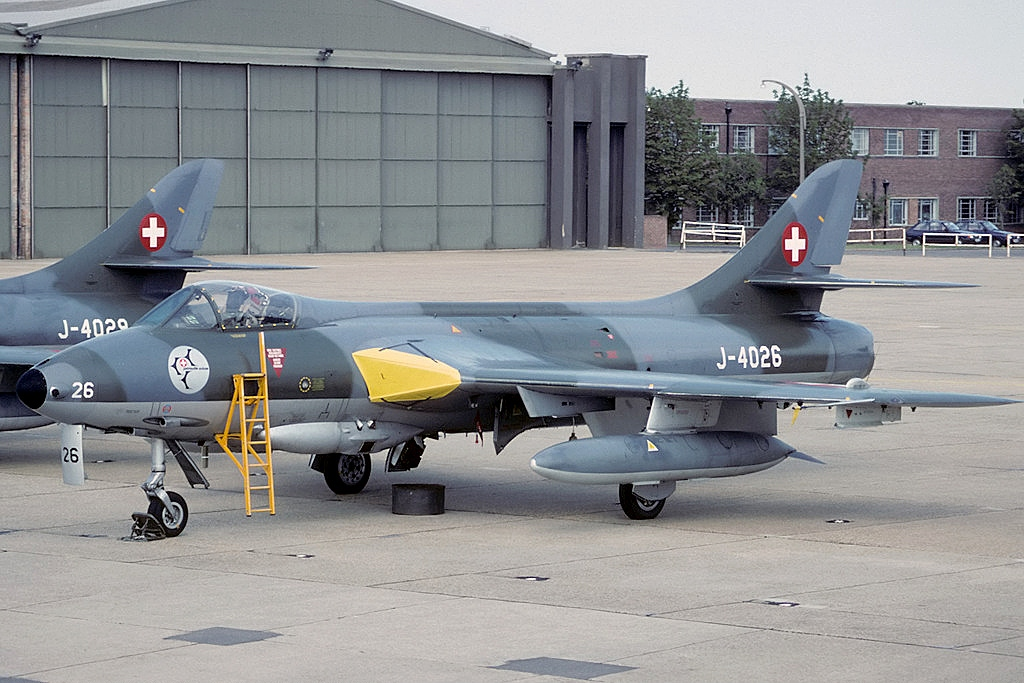
Vor 1991 trugen die Hunter mit den Immatrikulationen J-4020 bis J-4032 schon das Patrouille-Suisse Emblem anstelle eines Staffelabzeichens, jedoch noch keine roten Unterseiten.

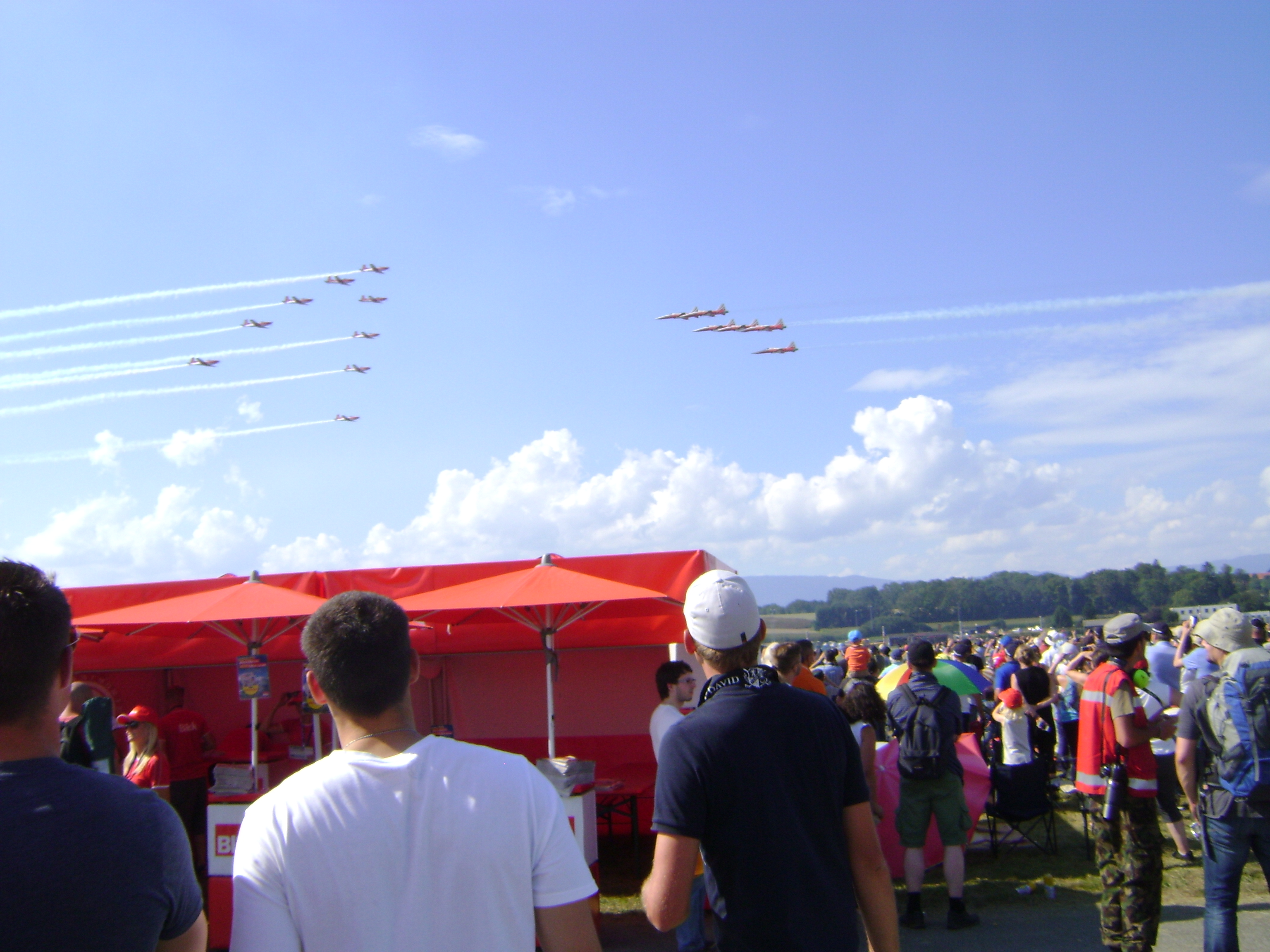
Patrouille Suisse & PC-7 Team, gemeinsame Show an der Air14

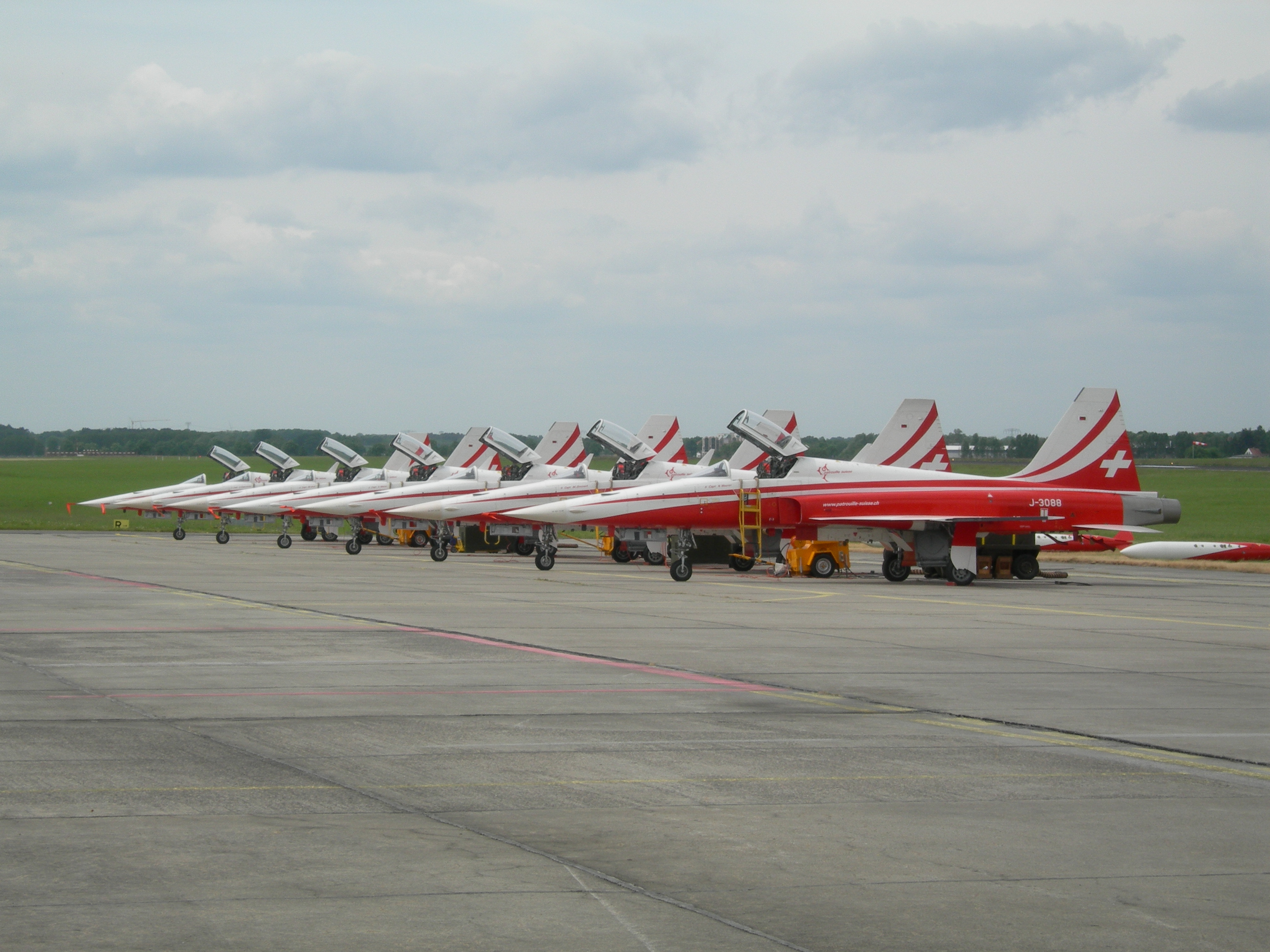
Auf der ILA 2006

Die Patrouille Suisse ist die Jet-Kunstflugstaffel der Schweizer Luftwaffe.

## Auftrag und Standort
Die Aufgabe des 1964 gegründeten Teams ist es, die Leistungsfähigkeit, die Präzision und die Einsatzbereitschaft der Schweizer Luftwaffe im In- und Ausland zu demonstrieren.
Die Piloten der Patrouille Suisse sind Militärpiloten des Berufsfliegerkorps.
Der Militärflugplatz Emmen dient der Patrouille Suisse seit 1994 als Heimatflugplatz. Mit einem neuen Stationierungskonzept der Luftwaffe wollte man die PS auf die Saison 2008 auf den Militärflugplatz Payerne verlegen, was nicht ausgeführt wurde. Ursprünglich und bis 1994 hatte die PS ihre Heimatbasis auf dem Militärflugplatz Dübendorf mit Flugzeugen Hunter.

## Geschichte
Bei der Einweihung des Flughafens Zürich-Kloten im Jahr 1953 stand eine Vorführung von Jet-Flugzeugen mit einer Doppelpatrouille (vier Flugzeuge) des Typs De Havilland Venom auf dem Programm. Nachdem die Vorführung beim Publikum gut angekommen war, durfte die Fliegerstaffel 11 auch im Folgejahr 1954 bei Flugmeetings in der Schweiz teilnehmen.
Eine solche Demonstration wurde 1959 erstmals durch einen Befehl des Waffenchefs und des Kommandanten der Flieger und Flab Truppen geregelt. Eingesetzt werden sollte laut diesem Auftrag an das Überwachungsgeschwader (UeG) nun der Typ Hunter in Formationsflügen. Zusätzlich zu den Formationsflügen gab es offensichtlich ein fünftes Flugzeug für eine Solo-Flugzeugpräsentation. Etwa im Jahr 1961 erhielt dieser Verband die Erlaubnis, auch Loopings und Kreuzungen mit einer Minimalhöhe von 100 Meter über Grund zu üben. Am 13. Juli 1963 feierte man in Langenbruck das Oskar-Bider-Jubiläum, und die Piloten der Staffel 11 des UeG flogen mit ihrer Doppelpatrouille, wie danach auch beim Meeting von Bern-Belp mit 75´000 Zuschauern, erstmals Loopings, Kreuzungen und ein Schlussbouquet.
Im Hinblick auf die Landesausstellung Expo64 in Lausanne und die Feiern des 50-jährigen Bestehens der Luftwaffe wurde das Formationsflugtraining mit der Hunter-Doppelpatrouille intensiviert. Im damaligen Eidgenössischen Militärdepartement (EMD) war man von der Publikumswirksamkeit des Formationsfluges überzeugt und beschloss deshalb, das Vorführteam zum offiziellen nationalen Kunstflugteam zu ernennen. Am 22. August 1964 startete das Team erstmals mit diesem formellen Auftrag zu einer Flugdemonstration. Noch immer hatte das Team aber keinen offiziellen Namen. Mehrfach hatte man in der Presse zu den Vorführungen an der Expo sowie zu den Jubiläumsfeierlichkeiten «50 Jahre Schweizer Flugwaffe» den Namen Patrouille Suisse lesen können. Weder die Piloten noch die Führung der Flugwaffe, welche beide diesen Namen eigentlich nicht mochten, konnte die Presse davon abhalten. Anlässlich eines Besuchs beim UeG im Januar 1965 gab der neue Kommandant der Flieger- und Fliegerabwehrtruppen, KKdt Eugen Studer, bekannt, dass der Name «Patrouille Suisse» nun offiziell sei.
Im Jahr 1965 bestritt das Team erstmals eine ganze Saison mit vier Vorführungen. In der Folgezeit wurde das Programm ständig verfeinert und die exakte Ausführung der einzelnen Figuren perfektioniert.
1968 sollte die Dassault Mirage IIIS dem Volk gezeigt werden. Es wurden nur zwei Vorführungen mit der Patrouille De Suisse Mirage gemacht, worauf man wieder bei der Vorführung mit Hunter verblieb.
1970 kam eine fünfte Maschine zur Patrouille hinzu und weitere acht Jahre später die sechste Maschine. Der in jenen Zwischenjahren mit fünf Flugzeugen entstandene Film über die Patrouille Suisse hiess Supercanard (1976, Regie: Peter Clausen, 20 Minuten), benannt nach der Formation, welche sich mit den fünf Flugzeugen bilden liess. Da die Hunter-Doppelsitzer zum Zeitpunkt der Filmaufnahmen noch nicht verfügbar waren, wurden die Luft-Luft-Aufnahmen aus einem Vampire-Trainer DH.115 gefilmt.
1977 wurde bei den Hunter der Patrouille Suisse eine Rauchanlage eingeführt. Mit der Rauchanlage wird dank besserer Sichtbarkeit auch die Sicherheit für die Piloten erhöht.
Vorführungen im Ausland waren bis 1978 wegen der strikten Neutralität der Schweiz nicht möglich. Dies änderte sich 1978 anlässlich des 25-jährigen Jubiläums der Patrouille de France, zu dem die Patrouille Suisse eingeladen wurde. In Salon-de-Provence konnte nun erstmals eine Vorführung im Ausland geflogen werden – neu mit nunmehr sechs Flugzeugen. Es folgten zahlreiche weitere Vorführungen im In- und Ausland, gleich bei der ersten Teilnahme im Jahr 1979 gewann die Patrouille Suisse die begehrte Shell Trophy des International Air Tattoo.
Im Jahr 1989 gab es Mittel für eine Teilbemalung der Flugzeuge auf der Flügelunterseite. Es wurde bei der darauf folgenden Bemalung eine hauptsächlich rote Fläche mit weissen Streifen, einem in Weiss ausgeführten Patrouille-Suisse-Pfeil sowie ein Schweizer Kreuz angebracht. Anlässlich der 700-Jahr-Feier der Eidgenossenschaft 1991 flogen die Hunter mit dem offiziellen Festabzeichen anstelle der Immatrikulationen.
Der Flugzeugtyp Hunter wurde 1994 bei der Schweizer Luftwaffe ausgemustert; die letzte Vorführung auf Hunter flog die Patrouille Suisse im französischen Nancy am 25. September 1994. Die Hunter wurden bei der Patrouille Suisse durch die in der Schweiz als Raumschützer eingesetzten F-5E Tiger II abgelöst. Dieser Entscheid sei laut dem Leader der Patrouille Suisse Fredy Ramseier nach verschiedenen Überlegungen im Frühjahr 1994 vom Bundesrat getroffen worden. Die vom Team verwendeten Tiger Maschinen waren nun vollständig rot-weiss bamalt. Zum neuen Design war ein öffentlicher Wettbewerb durchgeführt worden. Die Flugzeuge in der neuen Bemalung der Patrouille Suisse nach dem Schema von Hansjörg Oberholzer erhielten nach einer ersten, rauchlosen Saison, ebenfalls eine Rauchanlage. Der Übergang vom Hunter zum Tiger erfolgte «ohne ausserordentlichen Trainingsaufwand», wobei das Pilotenteam fast gleich geblieben und das Vorführprogramm nur «unwesentlich verändert» worden sei, so der einzige Leader des Teams auf beiden Flugzeugen, Fredy Ramseyer. Die Tiger in der rotweissen Bemalung übernahmen bei der Luftwaffe nach technischer Anpassung zudem die Aufgabe des Hunter als Zielschleppflugzeug für das Luft-Luft-Schiessen. Die F-5E der Patrouille Suisse werden auch für den ordentlichen Flugdienst eingesetzt.
Der Verteidigungsminister Ueli Maurer erklärte 2013, man habe keine Flugzeuge mehr für Folklore und kündigte das Ende der Patrouille Suisse per 2016 an. Nachdem der Saab Gripen doch nicht gekauft wurde, durften die Tiger länger fliegen.
2022 wollte der Bundesrat die Tiger per 2025 ausmustern. Im Ständerat wehrten sich SVP-Politiker erfolgreich dagegen. In Medien wurde der Erhalt der Flotte für Seenachtsfeste hingegen als Geldverschwendung kritisiert. Im Jahr 2022 erhielt die Staffel 50 Anfragen für Vorführungen. Sie flog 12 und zusätzlich 4 im Ausland. 2024 wurde bekannt, dass die Tiger Ende 2027 stillgelegt werden. Ein erneuter Rettungsversuch aus dem Ständerat scheiterte. Eine Petition mit etwas über 8000 Unterschriften war in derselben Parlamentssession übergeben worden.
Eine Zürcher Kantonsrätin der SVP aus dem Patrouille-Suisse-Fanclub erwähnte die Möglichkeit, eine eidgenössische Volksinitiative zu starten. Sie glaubte zwar bei der Aufgabe dieser Idee weiterhin daran, dass man die Unterschriften zusammen gebracht hätte, sah mit ihren Mitstreitern jedoch keine Chance für ihr Anliegen an der Urne. Im Schweizer Radio SRF 1 verglich der Ehrenpräsident des Patrouille Suisse-Fan-Clubs ein Ende der Patrouille Suisse mit einem "Verbot des Schwingens oder des Jassens", also Nationalen Kulturguts.
Für 2025 wurde ein abgespeckter Terminkalender veröffentlicht, das VBS hatte zudem verkündet, dass Flugvorführungen im Ausland eine Ausnahme bilden würden.

## Besonderheit
Im Gegensatz zu vielen anderen Kunstflugstaffeln sind die Piloten der Patrouille Suisse Staffelpiloten und kommen zu einem verhältnismässig geringen Teil mit dem Vorführteam zum Einsatz. Auch die Flugzeuge bleiben im Truppeneinsatz und es handelt sich nicht um Schulungsflugzeuge wie bei den bekanntesten europäischen Teams.

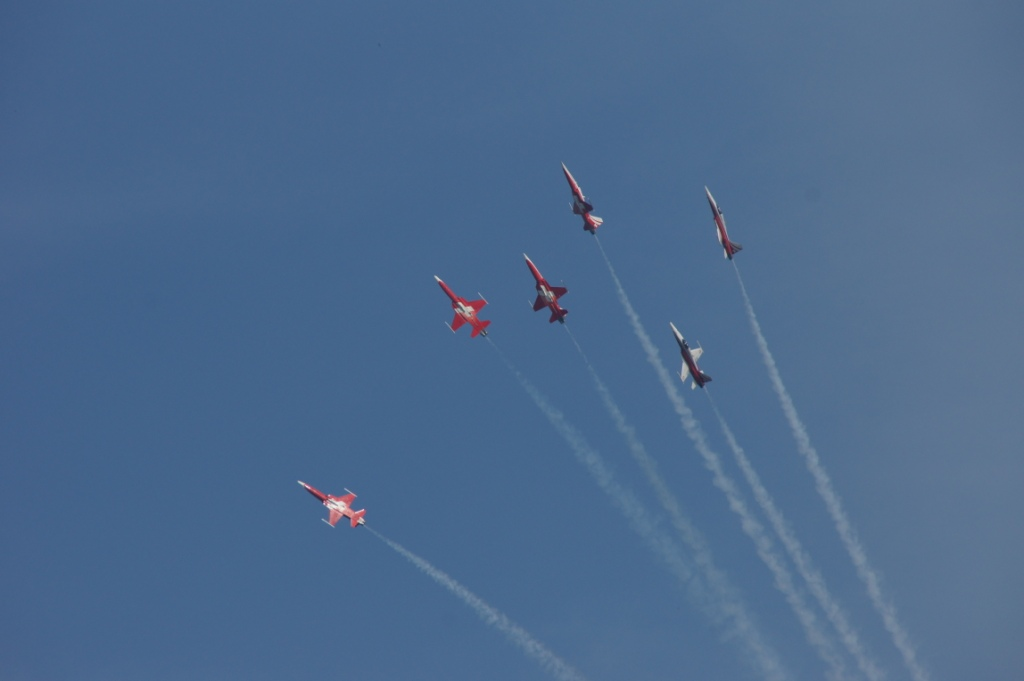
Patrouille Suisse Manöver „Grande“ am Züri Fäscht 2010

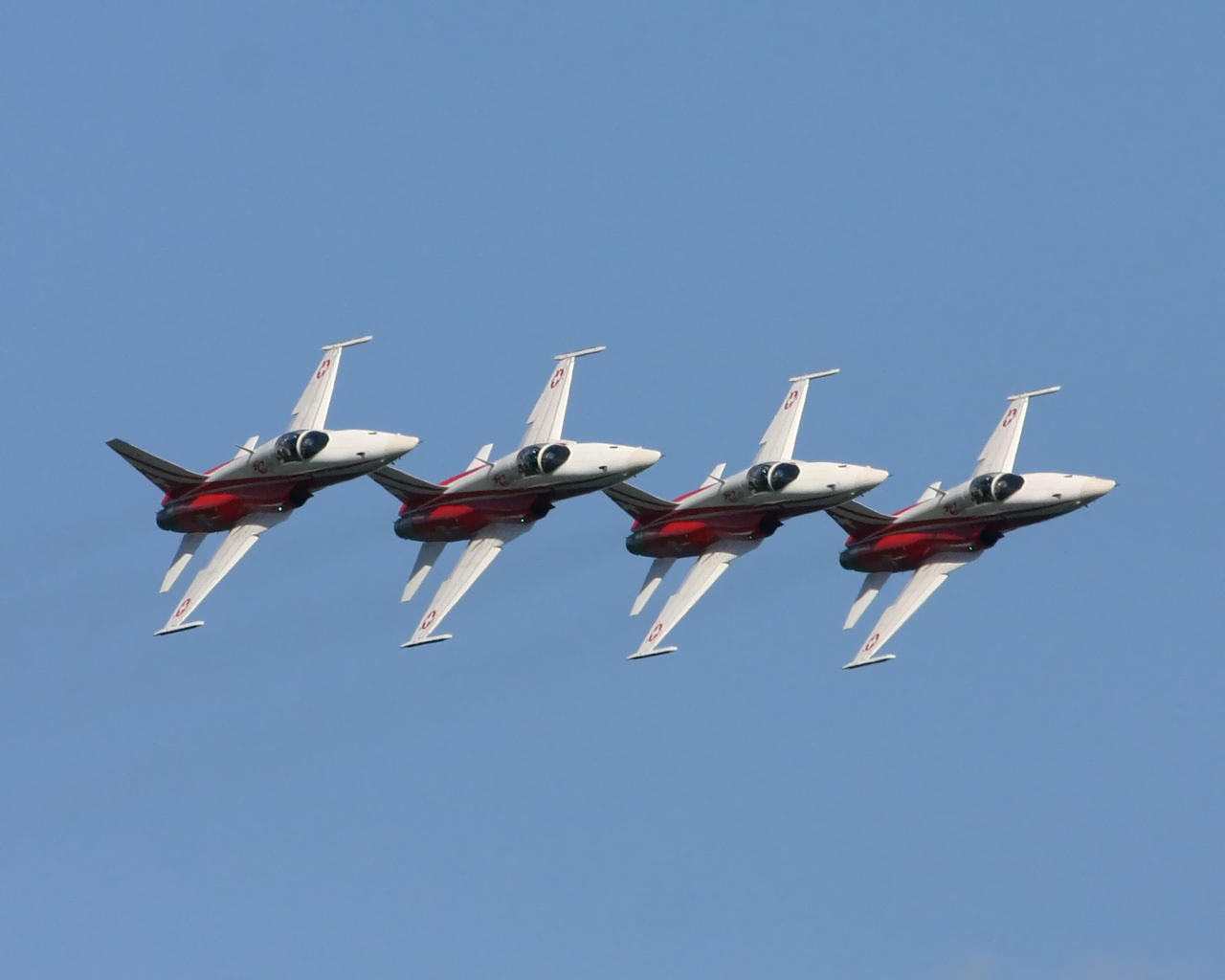
Patrouille Suisse, Formation Shadow

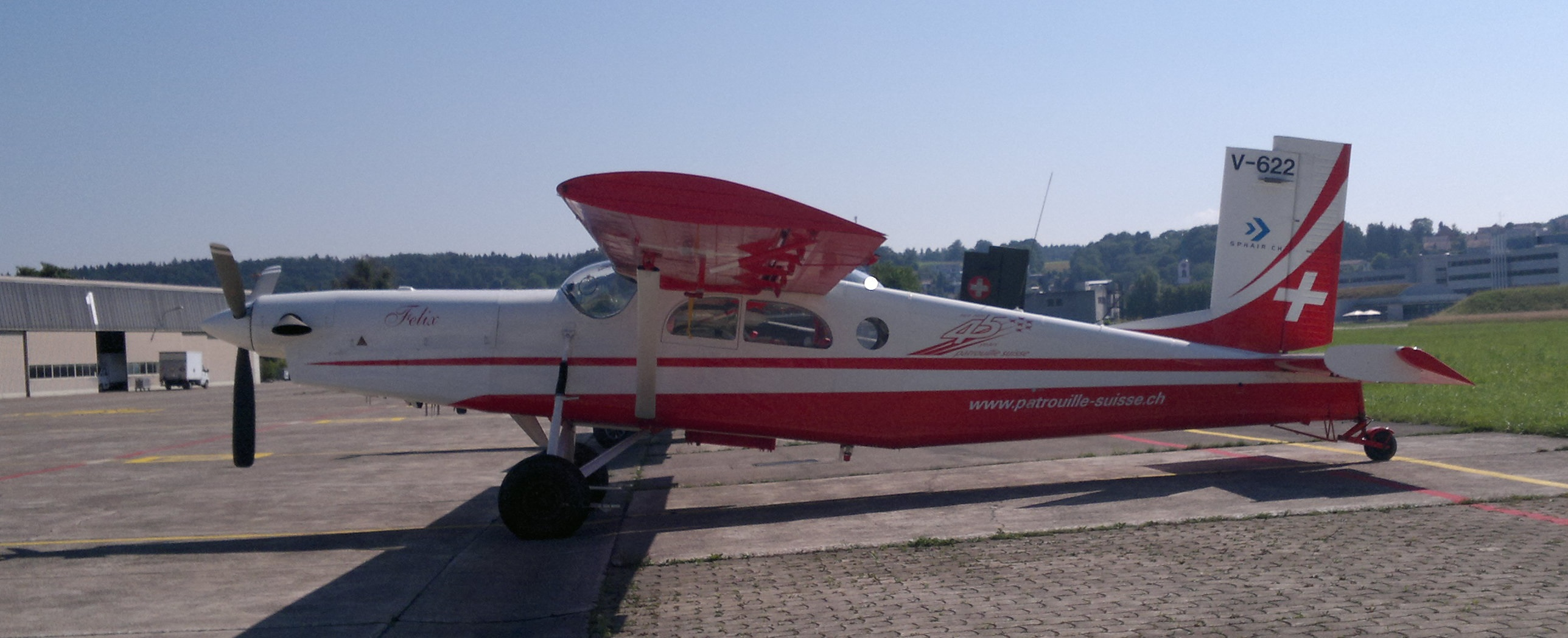
Patrouille Suisse PC-6 V-622 „Felix“

Die Patrouille Suisse wurde nach der Patrouille de France als zweite Kunstflugstaffel nach dem Flugtagunglück von Ramstein im Jahr 2002 zur Internationalen Luft- und Raumfahrtausstellung nach Berlin und somit nach Deutschland eingeladen. Auch 2006, 2008 und 2010 waren die Schweizer wieder dort zu Gast – nach wie vor mit Einschränkungen im Ablauf des standardisierten Flugprogramms. Auch war es die Patrouille Suisse, die als erste militärische Verbandskunstflugstaffel ausserhalb der ILA Berlin wieder in Deutschland auftreten durfte; nämlich zum Hafengeburtstag der Hansestadt Hamburg im Mai 2009. Obwohl die Schweizer Luftwaffe ihre Funkkommunikation an den NATO-Standard angepasst hat und den Brevity-Code als Standard benutzt, verwenden die Patrouille Suisse und das PC-7 Team für ihre Flugvorführungen nach wie vor sehr viele Begriffe des Bambini-Codes. Die Kommunikation unter den Piloten des PS Teams findet auf der Frequenz 359,450 MHz, welche sich ausserhalb des üblichen Flugfunks befindet, statt.
Bei grossen Airshows wie dem RIAT in Grossbritannien oder bei der damaligen Air14 flog die Patrouille Suisse in der Eröffnung der Flugvorführung auch mit dem PC-7 Team, dem Hornet Solo Display Team oder dem Super Puma Display Team eine gemeinsame Überflugsformation. Eine gemeinsame und längere Vorführung mit dem PC-7 Team fand einmalig am 7. September 2014 an der Air14 in Payerne statt.
Beim Royal International Air Tattoo 2024 konnte die Patrouille Suisse einen Vorbeiflug in Formation mit der ebenfalls 60-jährigen Formation der Red Arrows verwirklichen.

## Das Team
Die Piloten der Patrouille Suisse sind Militärpiloten des Berufsfliegerkorps. Neue Piloten werden beim Abgang eines Piloten von den restlichen Team-Mitgliedern gewählt. Die ersten Trainingsflüge für die Formationsflüge in den engeren Abständen als beim normalen Patrouillenflug werden zunächst zu Zweit trainiert.

### Das Team 2025
Seit 2025 fliegt die Patrouille Suisse in einer anderen Zusammensetzung. Zwei Piloten sind neu dazu gestossen und sämtliche Mitglieder fliegen auf einer anderen Position als bis anhin. Das Team am Boden blieb unverändert.
| Rufname       | Position             | Name                           |
| ------------- | -------------------- | ------------------------------ |
| Tiger Uno     | Leader               | Maj Martin Schär „Jaydee“      |
| Tiger Due     | Right Wing           | Hptm David Moser „Mosi“        |
| Tiger Tre     | Left Wing            | Maj Maurice Mattle „Moe“       |
| Tiger Quattro | Slot                 | Maj David Pereira „Pepe“       |
| Tiger Cinque  | 2nd Solo             | Hptm Serim Wetli „Salim“       |
| Tiger Sexi    | 1st Solo             | Maj Lukas Nannini „Bigfoot“    |
| Tiger Sette   | Spare Pilot / Filmer |                                |
| Tiger Zero    | Kommandant           | Oberstlt Nils Hämmerli „Jamie“ |
| Tiger Otto    | Speaker              | FachOf Yanik Varley „Nik“      |
| Tiger Nove    | Speaker              | Hptm Jody Bolomey „Jody“       |

Quelle:

## Flugzeuge
Das Team wurde 1964 mit Flugzeugen vom Typ Hawker Hunter gegründet und benutzte in den Folgenden Jahren nur zwei Flugzeugtypen: Nach dem Ende der Hunter-Ära in der Schweizer Flugwaffe im Jahr 1994 wurde der Tiger verwendet ab 1995 und dies ab Emmen anstelle von Dübendorf, welches die Heimat des Teams auf Hunter gewesen war.
Bis im Jahr 1990 flog das Team Maschinen, die sich äusserlich nicht von den Staffelmaschinen unterschieden. Im Jahr 1991 erhielten 12 Hunter-Flugzeuge eine rote Unterseite zum 700-jährigen Bestehen der Schweiz. In diesem Jahr waren die Immatrikulationen durch das offizielle Festlogo überklebt. 1994 flogen die Hunter zum Dreissigjährigen Jubiläum mit der Zahl 30 anstelle des Hoheitszeichens auf dem Seitenleitwerk.
Mit dem Flugzeugwechsel zum Tiger wurden zwölf Tiger mit einer kompletten Sonderbemalung versehen. Das Team benutzt in der Regel auch für das Training die F-5E mit der Patrouille-Suisse-Bemalung. Ursprünglich waren zwölf F-5E aus der zweiten Beschaffungsserie von 1981 mit dieser Farbgebung bei der Schweizer Luftwaffe im Einsatz (J-3080 bis J-3091). Zunächst waren zehn Flugzeuge fähig, einen der acht von der RUAG entwickelten Rauchgeneratoren zu verwenden. Nicht über diese Fähigkeit verfügen die J-3080 und J-3089. Wenn der Rauchgenerator mit seinen zwei Dieselölbehältern zu je 40 Liter montiert ist, kann die rechte Bordkanone nicht verwendet werden. Anfang 2015 mussten wegen Ermüdungsrissen bei der zweiten beschafften Serie auch grau getarnte Flugzeuge ohne Sonderbemalung für Vorführungen der Patrouille Suisse eingesetzt werden. Die F-5E der Patrouille Suisse wurden stets neben der Vorführ-Saison auch für die Aufgaben in Fliegerstaffeln eingesetzt und werden seit einem Umbau nur dieser Flugzeuge auch als Zielschleppflugzeuge für das Luft-Luft-Schiessen eingesetzt.
Für Verbindungsflüge nutzt das Team der Patrouille Suisse in der Regel die Pilatus PC-6T Turbo-Porter V-622 „Felix“, die ebenfalls in den Farben der Patrouille Suisse bemalt ist.

## Zwischenfälle
Am 9. Juni 2016 kam es zum ersten Zwischenfall seit Bestehen der Patrouille Suisse. Zwei Jets der Staffel berührten sich beim Training am Vortag zur Airshow in der Nähe des Militärflugplatzes Leeuwarden in der Luft. Die F-5E J-3086 stürzte daraufhin in einen kleinen See nahe der Ortschaft Bitgum. Der Pilot konnte sich mit dem Schleudersitz retten, wurde leicht verletzt. Die zweite Maschine, die J-3088, konnte mit beschädigtem Höhenleitwerk landen. Die Auftritte der Staffel an der Flugshow wurden in der Folge abgesagt. Im Dezember 2022 wurde der Pilot vor dem Militärgericht in Aarau verurteilt. Laut Untersuchungsbericht verlor der unfallverursachende Pilot seinen Kameraden aus den Augen. Er habe dies jedoch nicht mit dem Funkcode „blind“ gemeldet.